# Katharina von Gemmingen

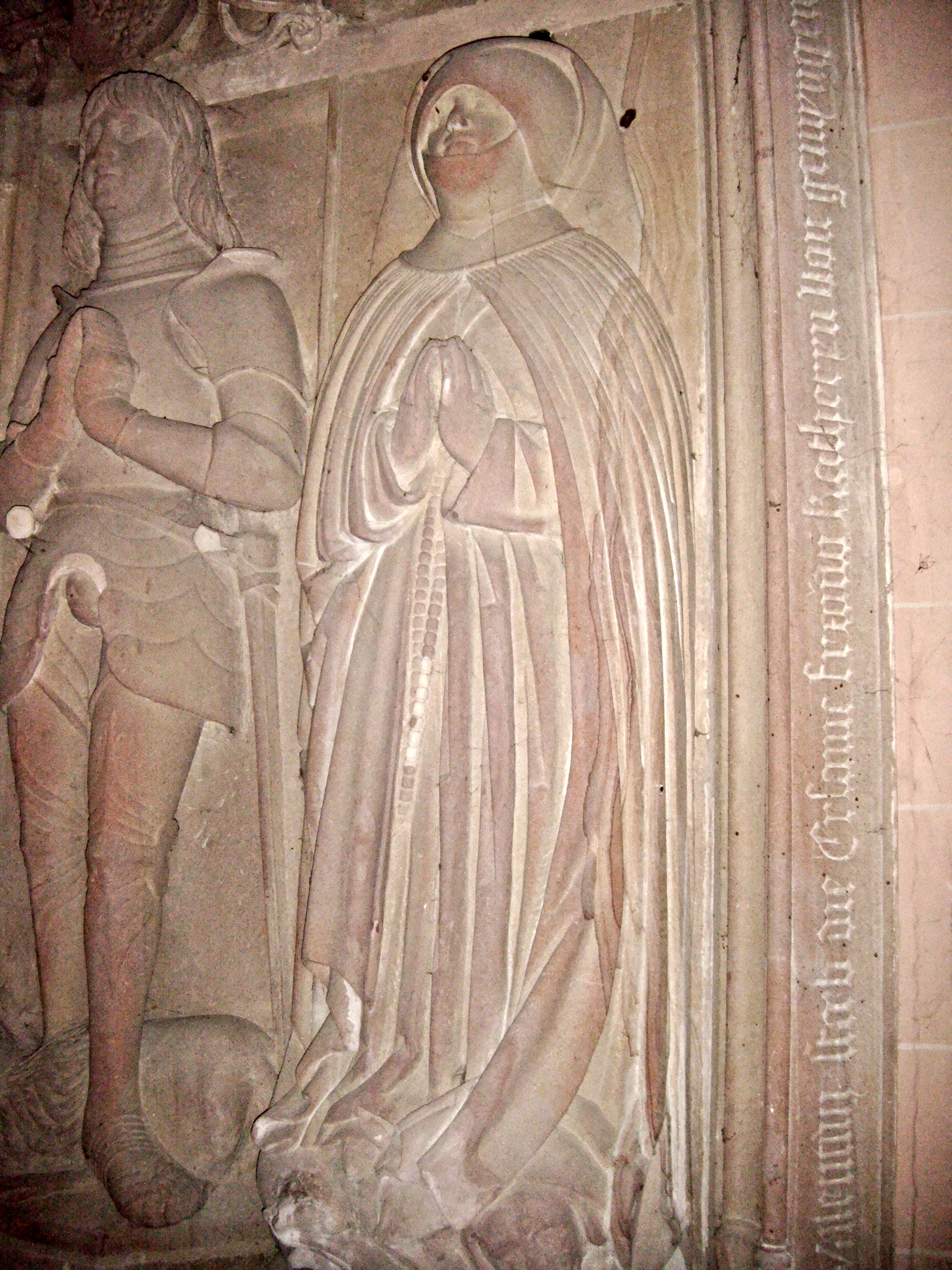
Katharina von Dalberg auf ihrem Epitaph in der Katharinenkirche Oppenheim

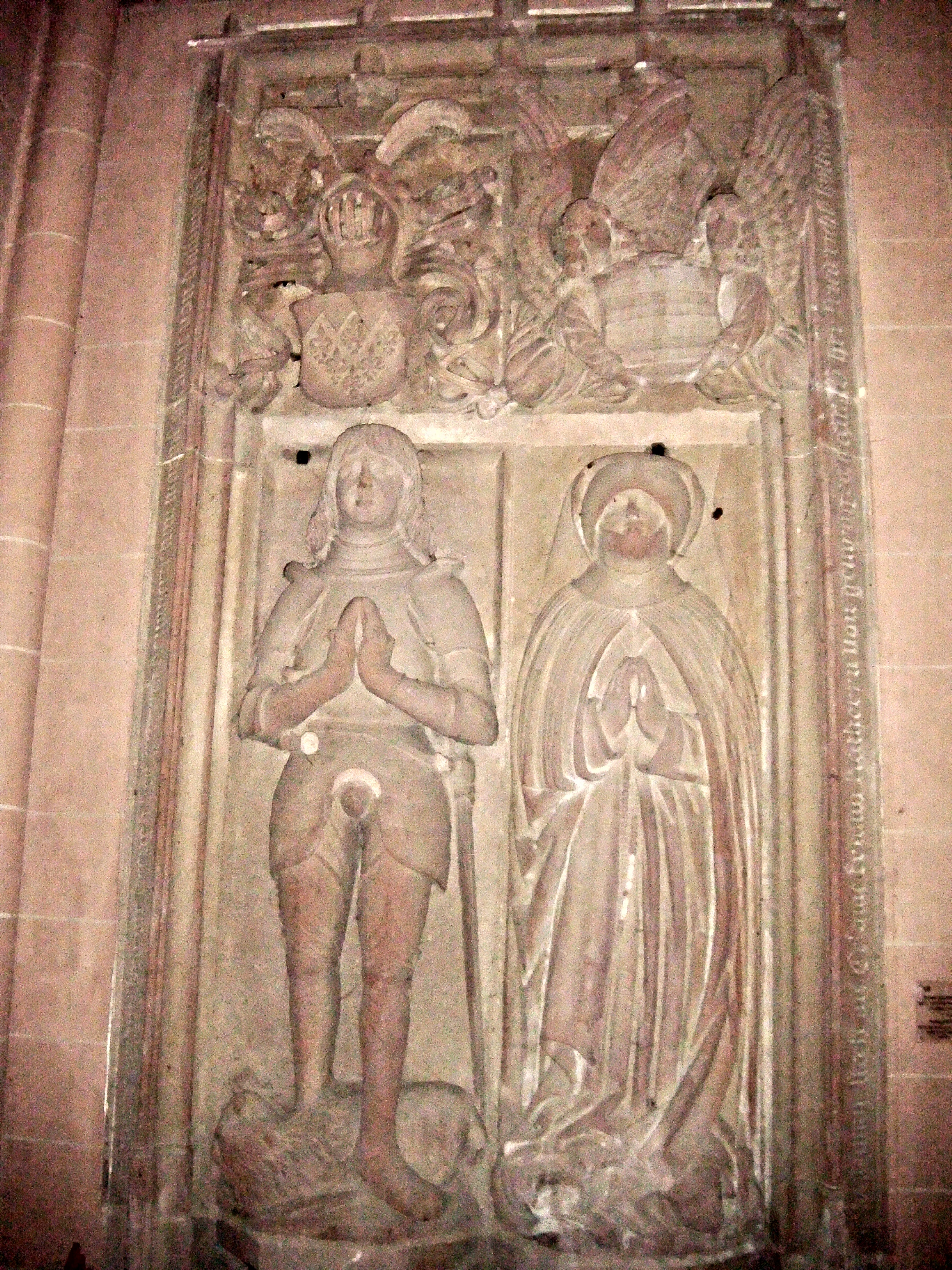
Doppelepitaph des Ehepaares in der Katharinenkirche Oppenheim

Katharina von Gemmingen (* vor 1467; † 19. Februar 1517), verheiratete von Dalberg, war eine deutsche Adlige und mit Friedrich VI. von Dalberg († 1506) verheiratet. Das Grabmal des Paares zählt zu den bedeutenden Grabdenkmälern der Katharinenkirche in Oppenheim.

## Leben
Katharina war die Tochter des Dieter von Gemmingen († 1467) und der Anna von Venningen. Ihre Großeltern waren väterlicherseits der kurpfälzische Marschall Hans der Reiche von Gemmingen († 1490) und Katharina Landschad von Steinach, mütterlicherseits der pfälzische Hofmeister Dietrich von Venningen († 1454) und Margaretha von Handschuhsheim. Ihr Gatte, Friedrich VI. von Dalberg, war Bürgermeister von Oppenheim.
Katharina verfügte über ein großes Vermögen und lieh 1510 dem Bischof von Speyer 1000 Gulden.
Sie starb am Donnerstag nach St. Valentin 1517 (19. Februar 1517) und wurde wie ihr Gemahl in der Katharinenkirche in Oppenheim begraben, wo sich neben dem Grabmal des Paares zahlreiche weitere Grabdenkmäler der Kämmerer von Worms und der Familie von Dalberg erhalten haben. Das steinerne Grabmal zeigt die Eheleute als halbplastische Figuren mit ihren Wappen über den Köpfen und Tieren zu ihren Füßen. Kunsthistoriker gehen davon aus, dass das Grabmal des Paares noch zu Lebzeiten Friedrichs entstanden ist, da es der Bildtradition der Gotik verhaftet ist und nur Anklänge an die Renaissance zeigt, die zum Zeitpunkt von Katharinas Tod in der Umgebung schon vielfach auftritt.